# Aillevans
Aillevans és un municipi francès situat al departament de l'Alt Saona i a la regió de Borgonya - Franc Comtat. L'any 2007 tenia 138 habitants.

## Demografia

### Població
El 2007 la població de fet d'Aillevans era de 138 persones. Hi havia 61 famílies, de les quals 15 eren unipersonals (4 homes vivint sols i 11 dones vivint soles), 23 parelles sense fills, 19 parelles amb fills i 4 famílies monoparentals amb fills.
La població ha evolucionat segons el següent gràfic:
Habitants censats

### Habitatges
El 2007 hi havia 78 habitatges, 59 eren l'habitatge principal de la família, 7 eren segones residències i 11 estaven desocupats. 69 eren cases i 9 eren apartaments. Dels 59 habitatges principals, 48 estaven ocupats pels seus propietaris, 10 estaven llogats i ocupats pels llogaters i 2 estaven cedits a títol gratuït; 1 tenia una cambra, 7 en tenien tres, 21 en tenien quatre i 30 en tenien cinc o més. 52 habitatges disposaven pel capbaix d'una plaça de pàrquing. A 27 habitatges hi havia un automòbil i a 31 n'hi havia dos o més.

### Piràmide de població
La piràmide de població per edats i sexe el 2009 era:
| Homes | Edats   | Dones |
| ----- | ------- | ----- |
| 0     | 95 o +  | 0     |
| 0     | 90 a 94 | 0     |
| 0     | 85 a 89 | 0     |
| 8     | 80 a 84 | 0     |
| 4     | 75 a 79 | 4     |
| 0     | 70 a 74 | 8     |
| 4     | 65 a 69 | 4     |
| 0     | 60 a 64 | 4     |
| 0     | 55 a 59 | 0     |
| 4     | 50 a 54 | 4     |
| 12    | 45 a 49 | 4     |
| 4     | 40 a 44 | 8     |
| 4     | 35 a 39 | 0     |
| 0     | 30 a 34 | 0     |
| 4     | 25 a 29 | 0     |
| 0     | 20 a 24 | 4     |
| 8     | 15 a 19 | 0     |
| 0     | 10 a 14 | 0     |
| 0     | 5 a 9   | 0     |
| 0     | 0 a 4   | 0     |

## Economia
El 2007 la població en edat de treballar era de 92 persones, 65 eren actives i 27 eren inactives. De les 65 persones actives 58 estaven ocupades (38 homes i 20 dones) i 7 estaven aturades (2 homes i 5 dones). De les 27 persones inactives 14 estaven jubilades, 6 estaven estudiant i 7 estaven classificades com a «altres inactius».

### Ingressos
El 2009 a Aillevans hi havia 58 unitats fiscals que integraven 137 persones, la mediana anual d'ingressos fiscals per persona era de 15.858 €.

### Activitats econòmiques
L'únic establiment que hi havia el 2007 era d'una empresa de comerç i reparació d'automòbils.
L'únic servei als particulars que hi havia el 2009 era un taller de reparació d'automòbils i de material agrícola.
L'any 2000 a Aillevans hi havia 7 explotacions agrícoles.

## Poblacions properes
El següent diagrama mostra les poblacions més properes.